# Aedes aureostriatus
Aedes aureostriatus är en tvåvingeart som först beskrevs av Carl Ludwig Doleschall 1857.  Aedes aureostriatus ingår i släktet Aedes och familjen stickmyggor. Inga underarter finns listade i Catalogue of Life.